# Prochilodus reticulatus
El Bocachico de Maracaibo Prochilodus reticulatus” también denominado bocachico es un pez de De distribución dispersa en las cuencas contiguas al lago de Maracaibo en Venezuela y de Ranchería en Colombia. Habita desde las planicies hasta el piedemonte y montañas a 1000 m de altitud.
En Venezuela, esta especie se encuentra en la categoría En Peligro según el Libro Rojo de la Fauna Venezolana debido a su alto nivel de captura en su etapa de reproducción como sucede con casi todas las especies migratorias.

## Morfología
Es un pez de tamaño moderado, suele tener hasta 35 cm de longitud estándar (desde la punta de la cabeza hasta la cola). Su cuerpo es alargado y comprimido posteriormente. Por lo general, es de color plateado aunque también se le halla en un tono gris plomizo o azulado. Los lados pueden mostrar líneas oscuras entre las escamas. Sus aletas dorsal y caudal presentan pequeñas manchas irregulares. Porta entre 42 y 43 escamas perforadas en la línea lateral. Exhibe grandes labios en forma de disco con dientes muy finos.

## Amenazas
Los registros pesqueros venezolanos, en todas sus expresiones, indican que la intensidad en las pesquerías (cantidad de embarcaciones y frecuencia de actividad) en la cuenca del Catatumbo además de elevada se ha incrementado.debido al aumento en su demanda (pescado fresco y salado) en la cuenca del lago y también en la región andina. Los reconocimientos señalan que sus volúmenes de captura han descendido drásticamente. El momento de mayor explotación ocurre durante su etapa de reproducción como sucede con casi todas las especies migratorias locales.
La transformación de los ecosistemas acuáticos en las planicies de dragado que consiste en la   limpieza de rocas y sedimentos en los cursos de agua, lagos, bahías o accesos a puertos para ampliar la profundidad de las vías navieras, la acuacultura, etc.) confirma una fragmentación y predice una pérdida de hábitat masiva, con efectos nocivos para los peces propios de las planicies y con hábitos migratorios

## Situación
En los muestreos estandarizados realizados en Venezuela, el Boca Chico de Maracaibo solo se ha reportado una pequeña población en un afluente intermitente del río Machango estado Zulia.
Durante el período de sequía en la cuenca del Catatumbo que desemboca en Venezuela, en el lago de Maracaibo estado Zulia ha sido la principal especie en los registros pesqueros pues representan el mayor volumen de capturas en los principales puertos de la costa occidental del lago.

## Conservación
El parque nacional Ciénagas del Catatumbo es un área protegida de Venezuela se estima que hay un hábitat adecuado para esta especie en las planicies de la cuenca baja del río Catatumbo sin embargo, más allá de  esa área protegida, no existen otras en tramos de migración en planicies y piedemontes, lo cual es perjudicial para el Bocachico  y otras  especies similares. Además, la expansión agrícola y la deforestación en las cuencas son aceleradas y con gran impacto sobre los ecosistemas fluviales.